# Станіславчик (Жмеринський район)
Станісла́вчик — село в Україні, у Станіславчицькій сільській громаді Жмеринського району Вінницької області.
Станіславчик — одне з поселень Поділля, розташоване на березі річки Мурафи, на відстані 7 км від Жмеринки. Населення Станіславчика становить понад 3000 осіб.

## Географія
У селі річка Користовецька впадає у річку Тараньку, ліву притоку Мурафи.

## Археологічні відомості
При розкопках у Станіславчику археологи знайшли глиняні прясла для веретен ткацького кустарного промислу. Це свідчить, що поселення наших предків сягає у сиву давнину так званої трипільської культури. Археологи виявили також, що житло трипільців нагадувало копію української хати. Трипільська культура — одне з найяскравіших явищ первісної історії Європи. Станіславчик — селище з великою історією. Перше поселення, як стверджують дослідники, було засноване у так званому білому полі, що знаходиться у польовому урочищі на сході від нинішнього Станіславчика. Його жителі займались гончарством, а також рибальством. Вміли готувати смачну рибну юшку, тому, напевно, за це його назвали поселення Юшків.

## Історія

### 17 століття

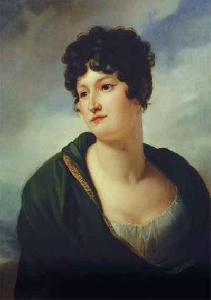
Вікторія Потоцька-Бахмєтьєва

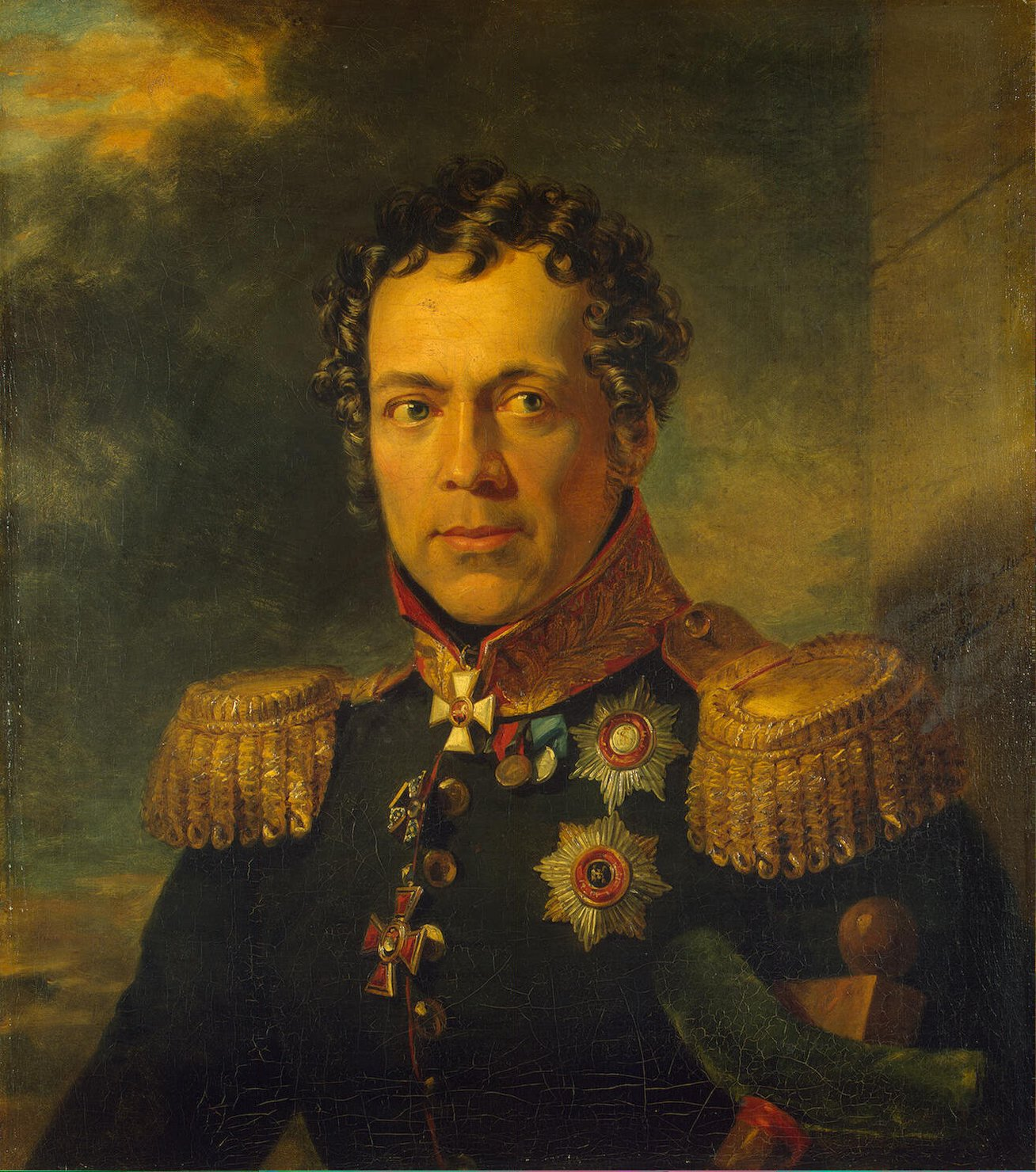
Бахмєтьєв

Село згадується в історичних джерелах XVI ст. під назвою Юшків. Відомо, що Максим Кривоніс 1648 р. проголосив це село сотенним містечком. Пізніше, після його знищення татарами, тут виникає нове поселення — Чачарин (у наш час цю назву має лісове урочище в околицях села). Цікаво, що 1940 р. у Станіславчику знайдено скарб — 5000 польських монет із низькопробного срібла часів правління короля Сигізмунда III Вази (1587—1632).
1 липня 1569 року ВКЛ і Корона Польська у м. Любліні підписали договір про створення єдиної держави. З того часу Чачаринська земля перейшла під польське панування. Власником цієї землі став Станіслав Потоцький. Поселення Чачарин на честь свого нового власника одержало назву Станіславув. Безпосередніми господарями на цій землі стали магнати Замойські i Тишкевичі. Сам Станіслав Потоцький у своїй власності мав не тільки Станіславув, а й декілька десятків інших селищ і міст Поділля. З 1613 року жителі Станіславува повинні були уже відробляти панщину 2 дні на тиждень. Був введений також і подимний податок. З кожним роком посилювалося гноблення населення.
У 1629 році власник Станіславова збирав із жителів подимний податок уже з 445 димів. Крім важкої панщини жителі Станіславова працювали над укріпленням оборонних споруд — набіги татар з «Дикого Поля» продовжувались. Утиски коронних панів посилювали боротьбу українського народу за національне і соціальне визволення. З особливою силою вибухнув гнів українського народу під час Визвольної війна 1648—1657 років.
Надзвичайно важливу роль в організації виступів народних мас Поділля влітку 1648 року відіграв знаменитий селянський полковник Максим Кривоніс. Масштаби його діяльності набрали такого розмаху, що перелякана шляхта ставила його на один рівень із Богданом Хмельницьким. Розрізнені загони повстанців необхідно було об'єднати в організоване військо. З метою об'єднання місцевих повстанських загонів на Брацлавщині і очолити їх боротьбу проти польської шляхти, Богдан Хмельницький направив туди свого найближчого помічника Максима Кривоноса. У своїх зверненнях до селян Кривоніс закликав їх до нещадної боротьби з гнобителями. В одному з таких звернень він говорив: «Не слухайте панів, не слухайте урядників, як невільники, а приходьте всі до мене. Ваші батьки не знали ніяких панських законів на оцих политих нашою кров'ю ланах… І ви ніколи не знайдете кращого засобу звільнитись, коли зараз із зброєю в руках не скинете панське ярмо та не здобудете свободи кров'ю своєю… Вставайте, всі разом здобудемо собі свободу зараз, або ніколи», Тисячі й тисячі уярмлених селян пішли до загонів Максима Кривоноса. Станіславов опиняється у зоні частих військових сутичок між польською шляхтою і загонами селянсько-козацьких формувань. У серпні 1648 року Максим Кривоніс зі своїм малочисельним загоном під Станіславовим зустрівся із переважаючими силами шляхтичів. Але військова майстерність та мужність козацько-селянських загонів на чолі з Кривоносом не дали змоги добитися перемоги. Після сутички під Станіславовим загони Максима Кривоноса з новим поповненням з місцевих селян пішли на Шаргород і швидкими та рішучими діями штурмом оволоділи ним. Свідки таких тривожних часів — могили у польовому урвищі Хресна, які в народі й досі називають «Кривоносівськими».
Армія Богдана Хмельницького успішно просувалася на захід і наприкінці вересня 1648 року спинилась під стінами Львова. Наближалась зима. Серед козаків розпочалась епідемія чуми, від неї помер видатний сподвижник Б. Хмельницького Максим Кривоніс. Війна закінчилась Зборівським договором між Богданом Хмельницьким та польським королем Яном Казимиром, укладеним у серпні 1649 року. Цей договір завершив воєнні дії 1649 року, в ході яких козацько-селянське військо завдало нищівних ударів польсько-шляхетській армії. Згідно з договором було визначено кордон між Україною Богдана Хмельницького та Польщею. З реєстрів Запорізького війська 1649 року довідуємося, що прикордонними містами на заході, в яких стояли козацькі застави, були: Овруч, Кам'янобрід, Коростишів, Івця, Борщагівка, Погребище, Прилуки, Вінниця, Браїлів, Станіславів, Пеньківці, Копистирин, Мурафа, Шаргород, Садківці, Чернівці, Стіна, Ямпіль. Західніше цих міст проходив кордон між Польщею і Україною Богдана Хмельницького. Кордон на Поділлі проходив частково річкою Мурафа, а на Волині не доходив до річки Случ. На кордоні стояли сотні Київського, Уманського, Кальницького, Вінницького і Брацлавського полків. Б. Хмельницький розумів, що перемога може бути нетривкою, якщо її не закріпити на місцях.
У 1649—1650 рр. він займається великою державною діяльністю по зміцненню козацької адміністрації, проводить адміністративно-територіальний поділ, підвладної території на полки та сотні. Наприкінці 1649 року спеціальним гетьманським універсалом нарівні з іншими полками і сотнями створюється на державному рівні Брацлавський полк під керівництвом полковника Данила Нечая, до якого увійшла 21 сотня. Станіславов був визначений як сотенне містечко, сотня якого входила до Брацлавського полку. Вся повнота влади у Станіславові належала сотнику. Крім сотника, який обирався козацькою радою, був сотенний осавул, писар, хорунжий, суддя. Сотник мав адміністративну, військову і судову владу. Було введено контроль за фінансовим оподаткуванням населення, охорони торгівлі та ремесла. Селянська громада Станіславова визнала державне керівництво сотенної старшини. Після проголошення сотенним містечком у Станіславові з'явилась згодом ратуша — будинок посеред містечка. Лінії кордону по річці Мурафі захищали полки брацлавського полковника Данила Нечая та уманського полковника Штепи, також в їх районі перебували деякі селянські загони.
Застави на західному кордоні по річці Мурафа виявились надто слабкими. У лютому 1651 року польський гетьман Марцін Калиновський, який стояв з обозом у Кам'янці-Подільському, вирушив до Бару і там зупинився. До Бару прибув брацлавський воєвода С. Лянцкоронський. Данило Нечай мав на меті оволодіти Баром. Для виявлення позиції один одного Лянцкоронський, як начальник землі, посилає до козацького полковника своїх депутатів. Депутати не повернулись: Нечай наказав їх повісити у присутності турецького комісара. М. Калиновський, не допускаючи Нечая до Бару, пішов на випередження. У ніч на 9 лютого 1651 року передові частини польсько-шляхетського війська Калиновського і Лянцкоронського вдерлися на Брацлавщину, напали на прикордонні заслони козацько-селянських полків які стояли на західному кордоні.
Вночі 10 лютого 1651 року передові частини жовнірів зупинились у Станіславові. Довідавшись від полоненого козака Станіславувської сотні про перебування Данила Нечая у Красному, вирішили скористатися цим моментом для уточнення добутої у полоненого козака інформації. Опівночі частина коронної армії вирушила зі Станіславува в сторону Красного. Розвідавши про основні сили Нечая, про сторожові загони, їх розташування, польські нападники повернули через Потоки-Жуківці на Станіславув, де зупинилась на тому ж місці. Нечай з 3-тисячним військом перебував у Красному, з кожним днем збільшував його. Він виставив передовий сторожовий пост у Ворошилівці під керівництвом сотника Шпаченка, який в разі небезпеки зобов'язаний був повідомити Нечая. Польське військо стояло у Станіславові. Гетьман М. Калиновський скликав військову раду; звертаючись до присутніх, сказав, що до нас дійшло повідомлення, що «бидло» зібралось у Красному, п'янствують і святкують Масляну, а на нас вони не чекають і не бояться, що ми на них нападем.
Нечай гучно і весело вечеряв зі своєю любасею. Козаки вдались до п'янки та веселощів. Тим часом армія Калиновського і Лянцкоронського загальною чисельністю у 14-15 тисяч жовнірів 20 лютого 1651 року вирушила зі Станіславова. Знаючи, що Шпаченко знаходиться у Ворошилівці з малим загоном, польська коронна армія через Будьки швидко напала на нього, повністю знищила його, що навіть не залишилось ні одного козака, який би повідомив у Красне Нечаю про небезпеку. Була ніч. У Красному ніхто не думав про небезпеку. ку. Тим часом польський передовий загін, який складався із драгун під керівництвом П'ясочинського і ротмістра Корецького, підступили до Красного. Як лев, захищався Нечай. На його очах загинув брат Матвій. Козаки відбивались відчайдушно. Але сили були нерівні. У цьому бою загинув і сам Данило Нечай. Булава й кінь Нечая дістались П'ясочинському. (Н. Костомаров. Богдан Хмельницький, Київ, 1995, с. 293). Після перемоги у Красному польські війська розгромили прикордонні застави в Мурафі, Шаргороді, Чернівцях, пограбували Ямпіль. У Станіславові польські загарбники залишили інший слід. Основна частина польського війська, яка прибула сюди і на деякий час зупинилась, розташувалась в малообжитому районі, зарослому лісовими хащами, відмежованому від містечка річкою та просторим ставом. Тоді цей район почали називати Польщею, або Польщизною. Дещо у зміненому вигляді назва Полуща дійшла до наших днів і нагадує нащадкам про той трагічні неспокійний період. (М. П. Солоненко. Газета «Нові Горизонти», 5 липня 1975 р.).

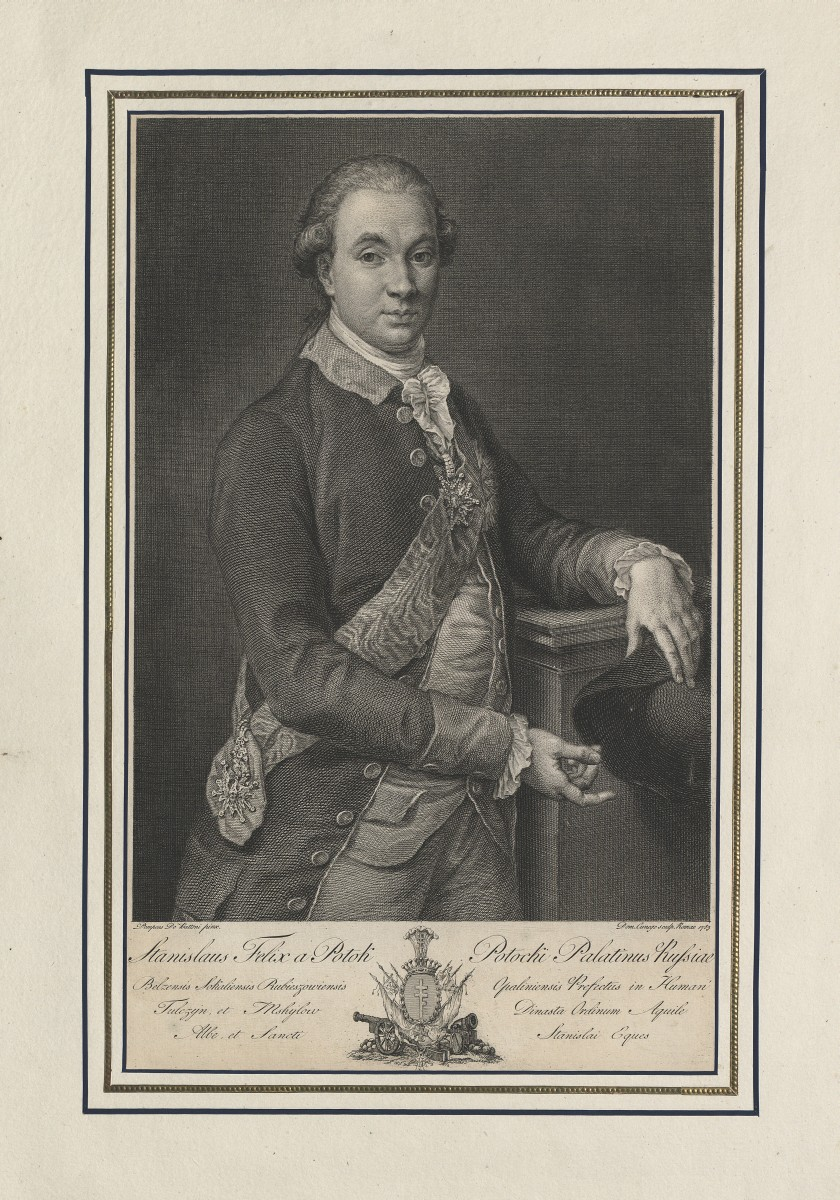
Станіслав Щенсний Потоцький

14 березня 1651 року польний гетьман Марцін Калиновський дістався до Бару й вирішив утримати плацдарм у районі Бар — Браїлів — Станіславов — Хмільник, що прикривав шлях на Кам'янець-Подільський. Так було порушено Зборівський договір і розпочався новий єтап воєнних дій, який з перервами тривав до 1657 року, коронні коругви під проводом Лянцкоронського і Потоцького не раз з'являлись під Шаргородом, Станіславовим, Лучинцем та в інших містах Поділля. Після Переяславської Ради Станіславов залишився під владою Богдана Хмельницького. Кордон, як і раніше, проходив по річці Мурафі. Населені пункти на захід від цієї річки залишились у складі Речі Посполитої. Визвольна війна 1648—1657 років закінчилась для Поділля вкрай невдало. Біля кордону залишились одні руїни. Західне Поділля знову дісталось шляхтичам. Багатий і щедрий край занепав, нагадував руїни. У Станіславові війна залишила п'ять курганів: 4 на полях, а один — біля цвинтаря, це вартова могили-курган, повз яку проходив колись сумнозвісний Кучманський шлях.

### 18-19 століття
Від династії Потоцьких на початку XIX ст. маєток у Станіславові перейшов до генерала від інфантерії графа Алєксєя Бахмєтьєва — генерал-губернатора Подільського краю. При виконанні службових обов'язків бував у Станіславові, який йому сподобався своєю природною красою. Граф А. Бахметьєв був знайомий з дочкою Станіслава Щенсного Потоцького Вікторією, з якою невдовзі й одружився. У придане за дочкою Потоцького граф одержав Станіславув. Після певного періоду він залишає Кам'янець-Подільський і переїжджає до Станіславова. При цьому у Станіславові вже з'являються промислові підприємства з переробки сільськогосподарської сировини. Граф А. Бахмєтьєв із містечка задумав перетворити Станіславув на місто та організував тут центр торгівлі та промисловості. Основним заняттям населення залишалось землеробство. Панщина, як і раніше, кабала шість днів на тиждень. До містечка входили його околиці: Григорівка, Зваричівка (такі назви існують і нині) та Деркачівка (тепер Задвір).
Наприкінці XVIII ст. був збудований млин на річці Мурафі. Весною 1815 року народний месник Устим Кармалюк з групою повстанців напав у Станіславові на садибу місцевого пана й пограбував його: забрав гроші, рушниці, боєприпаси. У жовтні 1815 року під Станіславчиком біли млина на річці Мурафі Кармелюка і його товаришів схопили, закували в кайдани та відправили до Кам'янця-Подільського.
У 1830 році у Станіславчику побудували винокурний завод (ґуральня). У 1872 році запрацював цегельний завод, а також черепичний. У 1873 році в містечку Станіславчик проживало євреїв чоловічої статі 241 чоловік, кількість міщан і селян чоловічої статі становила 1141 чоловік.
В 1861 році була створена Станіславчицька волость, до якої входили, крім Станіславчика, ще й Олексіївка, Дзялів, Будьки. Вона проіснувала до 1923 року, коли були утворені райони. Після укрупнення до Станіславчицької волості, крім Станіславчика, входили: Носківці, Потоки, Будьки, Слобода-Носковецька, Мала Жмеринка, Жуківці, Олексіївка, Дзялів (з 1946 р. Кам'яногірка), Кудіївці, Кобелецьке (біля Жуковець).
Перша православна церква у Станіславчику була побудована у 1734 році, однокупольна, дерев'яна, на фундаменті з каменю. Ця церква знаходилась в районі теперішньої ветеринарної лікарні. У 1816 році збудована Вознесенська церква, однокупольна, Церковна школа була відкрита у Станіславчику 1860 року і спочатку розміщувалась у церковному будинку. У 1867 році було побудовано великий будинок, в якому розміщувались дві церковно-приходські школи Вознесенської та Покровської церков. У вересні 1875 року замість двох церковно-приходських шкіл було відкрито одне міністерське училище. Визначною пам'яткою у Свято-Покровському храмі було ікона святителя Миколи Чудотворця, перенесена зі старої церкви.

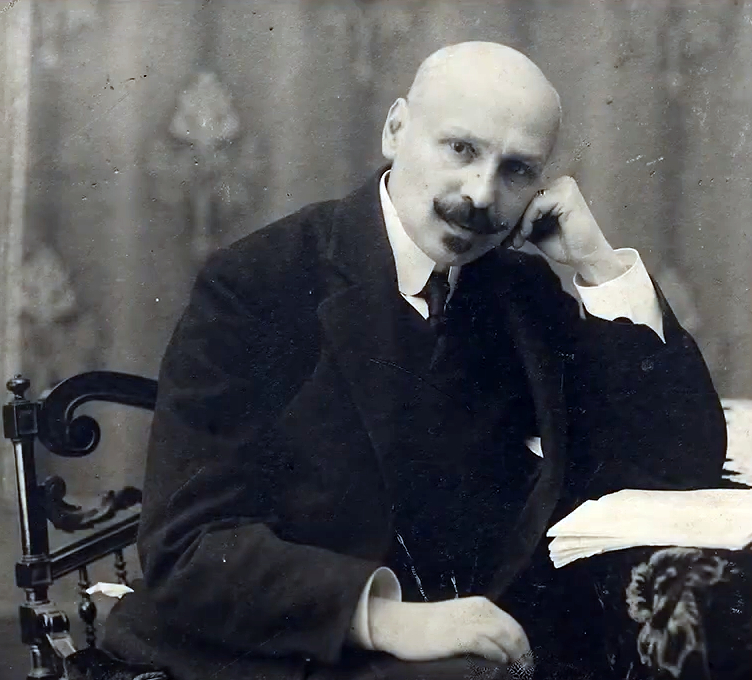
Михайло Коцюбинський

Видатний український письменник М. М. Коцюбинський навчався у Шаргородському духовному училищі з 1876 по 1880 роки. По закінченні училища 16-літній М. М. Коцюбинський перебував у Станіславчику.
У другій половині 1880 року його батькові — Михайлу Матвійовичу вдалося дістати посаду волосього писаря у містечку Станіславчик. Невдовзі родина переїхала з Шаргорода до Станіславчика і поселилась у приміщенні волосної управи. Причиною звільнення була пропажа волосної «Книги .сделок и договоров», а це зачіпало майнові інтереси старшини, який здавав в оренду землю, Після Станіславчика Михайлу Матвійовичу вдалося здобути незначну посаду секретаря міщанської управи у містечку Пикові Вінницького повіту (тепер Калинівського району). Станіславчицький період життя Михайла Михайлович Коцюбинського знайшов відображення в його оповіданні «Андрій Соловейко», або «Вченіє світ, а невченє тьма», в якому письменник використав факти і події, що мали місце саме у цьому містечку. У Станіславчику юнак, щоб якось допомогти родині, давав приватні уроки, готувався до вступу в університет, пробував свої сили в художній літературі. Понині збереглася криниця, з якої найстарший з дітей Коцюбинського — Михайло брав воду, посадив дуб, під яким він відпочивав. (Див. Дуб Михайла Коцюбинського).
3 Станіславчиком пов'язане ім'я Софії Віталіївни Тобілевич (до шлюбу Дітковська), дружини Івана Карпенка-Карого (Тобілевича). Народилася вона 15 жовтня 1860 року у селі Новоселиці Вінницького повіту. Певний період у молоді роки вона перебувала у Станіславчику. Софія Тобілеич — відома українська акторка, яка грала у мандрівних трупах разом зі своїм чоловіком. Пізніше вона залишила сцену, захопилась фольклористикою, записала сотні українських народних пісень.

### 20 століття
В 1905 році власником містечка стає О. Й. Добровольський. Сільських дворів тут було 785, населення — 5838 осіб. У Станіславчику діяли 2 єврейські молитовні школи, а також єврейське училище Талмуд-Тори. Знаходилася тут земська станція, міщанське та волосне управління. Станіславчицьке вапно нарівні з браїлівським постачалося майже на всі цукрові заводи, що були розташовані на головній лінії Південно-Західної залізниці. У 1912 році в містечку міщан, ремісників і торговців, з євреїв нараховувалось 153 особи чоловічої статі. Загальна кількість євреїв, які проживали у містечку 974.
Наприкінці 1929 року члени товариства «Червоний Сівач» створили колгосп і назвали його «Більшовик». На кінець 1930 року заснувалися ще три нових колгоспи: «Батрак», імені Петровського та «1-го Травня». 4 листопада 1932 року в Станіславчику була організована машинно-тракторна станція (МТС). До складу Вінницької округи, яку утворено 27 лютого 1932 року, увійшла 71 адміністративно-територіальна одиниця, що складалася з двох міст: Вінниця, Бердичів та 69 районів. Під номером 47 значився Станіславчицький район.
Під час організованого радянською владою Голодомору 1932—1933 років померло щонайменше 252 жителі села.
17 липня 1941 року гітлерівські окупанти увійшли в містечко із заходу пішими порядками, з південного заходу посунула важка техніка, танки, літаки, в півдня — моторизовані підрозділи. Під час окупації жителі містечка вели важку боротьбу проти гітлерівських загарбників. М. Ф. Головко, М. Тараканов, Г. В. Павлущенко, М. А. Штопко, М. С. Бурдельний були активними учасниками Жмеринського підпільної організації «Радянський патріот». Нацисти, напавши на їхній слід, жорстоко покарали їх. М. А. Штопко та М. С. Бурдельний були страчені, а зв'язківець В. С. Денисов — ув'язнений. На стіні однієї з камер Тираспільської тюрми у Молдові зберігся напис, зроблений кимсь із в'язнів: «2. XII. 43 р. розстріляли 18 партизанів з камери № 38, серед них жителі Станіславчика Макар Андрійович Штопко і М. Тараканов». На могилі закатованих патріотів у цьому місті встановлено пам'ятний знак. На 1 січня 1945 року в Станіславчику нараховувалось 1405 селянських дворів, у яких проживало 5245 осіб. На території містечка розташовано старовинний парк площею більш як 3 га, в якому у весняні дні липові та каштанові алеї мають чарівний вигляд. У центрі містечка в парку культури і відпочинку споруджено пам'ятник воїнам Радянської Армії, які полягли у війні 1941—1945 років.
28 листопада 1957 року було ліквідовано Станіславчицький район з віднесенням його території до складу Жмеринського і Копайгородського районів.
10 вересня 1959 року ті села, що відійшли тоді від Станіславчицького району до Копайгородського, при його ліквідації відійшли до Жмеринського. У 1959 році об'єднались два колгоспи імені Шевченка й Мічуріна в одну сільськогосподарську артіль імені XXI з'їзду КПРС, яка на ту пору мала у користуванні 5885 га землі, в тому числі 4030,4 га орної, близько 100 га саду, 70 га ставу, 32 трактори, 17 комбайнів, 19 автомашин, працювало 1480 осіб. У 1959 році в Станіславчику збудовано цегельний завод потужністю більше 1 млн цеглин на рік,. На 1 січня 1959 року населення Станісланчика становило 5311 осіб, на 1 січня 1960 — 5327 осіб.
У 1968 році за рішенням загальних зборів колгоспу розпочато будівництво нового Будинку культури на 600 місць, який закінчено у 1974 році. Збудований на місці зруйнованої в 30-х роках однокупольної дерев'яної Покровської церкви.
20 жовтня 1961 року згідно з рішенням № 683 Вінницького облвиконкому про вилучення приміщення церкви з користування релігійної громади, Вознесенська церква у Станіславчику була закрита. У 1989 році за кошти населення Вознесенську церкву відновили. У 1969 році на території колишнього МТС створено будівельно-монтажну пересувну колону № 59.
У 1975 році в селі розпочались роботи по спорудженню греблі на річці Мурафі, а закінчили її у 1977 році, плесо ставу розширилось і становить 144 га.

### 21 століття
21 травня 2016 року у Станіславчику Високопреосвященний Михаїл, архієпископ Вінницький і Брацлавський, звершив чин освячення престолу і храму — на честь Воздвиження Чесного і Животворчого Хреста Господнього.

## Пам'ятки архітектури
Перлиною села є кам'яна однокупольна церква Вознесіння Христового, збудована у 1816 р. на правому березі річки Мурафи.
Коло річки був замок, але на жаль його розібрали у 19 столітті.

## Культура
У місцевому Будинку культури обладнано кімнату М. Коцюбинського, де на фотографіях зафіксовані місця, пов'язані з письменником-земляком.

## Населення

### Мова
Розподіл населення за рідною мовою за даними перепису 2001 року:
| Мова            | Кількість | Відсоток |
| --------------- | --------- | -------- |
| українська      | 2752      | 97.83%   |
| російська       | 46        | 1.63%    |
| угорська        | 9         | 0.32%    |
| білоруська      | 2         | 0.07%    |
| румунська       | 1         | 0.04%    |
| інші/не вказали | 3         | 0.11%    |
| Усього          | 2813      | 100%     |

## Відомі люди

### Народилися
- Рябоконь Василь Васильович (1963—2014) — підполковник МВС України, розстріляний 2014 проросійськими терористами.

### Пов'язані із селом
- Михайло Коцюбинський — видатний український письменник, проживав тут; описуючи важке тогочасне життя мешканців села, відмічав: «… ті низенькі, біленькі стіни закривають собою багато гірких сліз, тяжкої нужди, багато безпросвітної темноти людської. Кожна хата має свою журбу, своє горе».
- Пугачов Олег Валентинович (1964—2015) — солдат Збройних сил України, учасник російсько-української війни; похований тут.